# 祖國解放戰爭勝利博物館
祖國解放戰爭勝利博物館（朝鲜语：／）是一座位置朝鮮民主主義人民共和國首都平壤的博物館。展覽整體以北韓爲敍事主角，講述北韓在祖國解放戰爭（即朝鮮戰爭）歷程與觀點。

## 历史
該館於1953年8月興建，原位於平壤中區域。2013年，為紀念朝鮮戰爭勝利60周年，朝鮮勞動黨第一書記金正恩指示將該館遷移到西城區域。

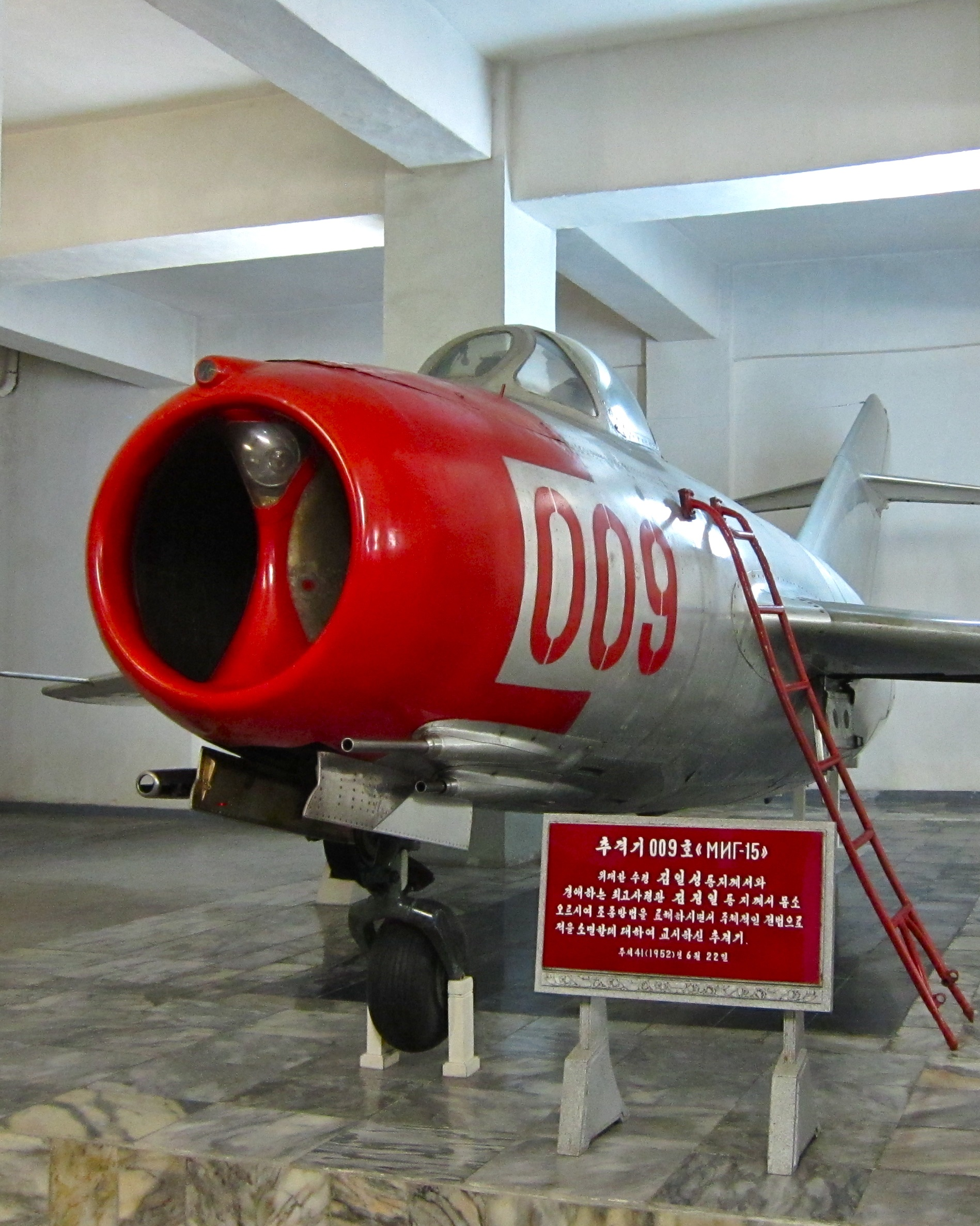
館中展出的米格-15战斗机

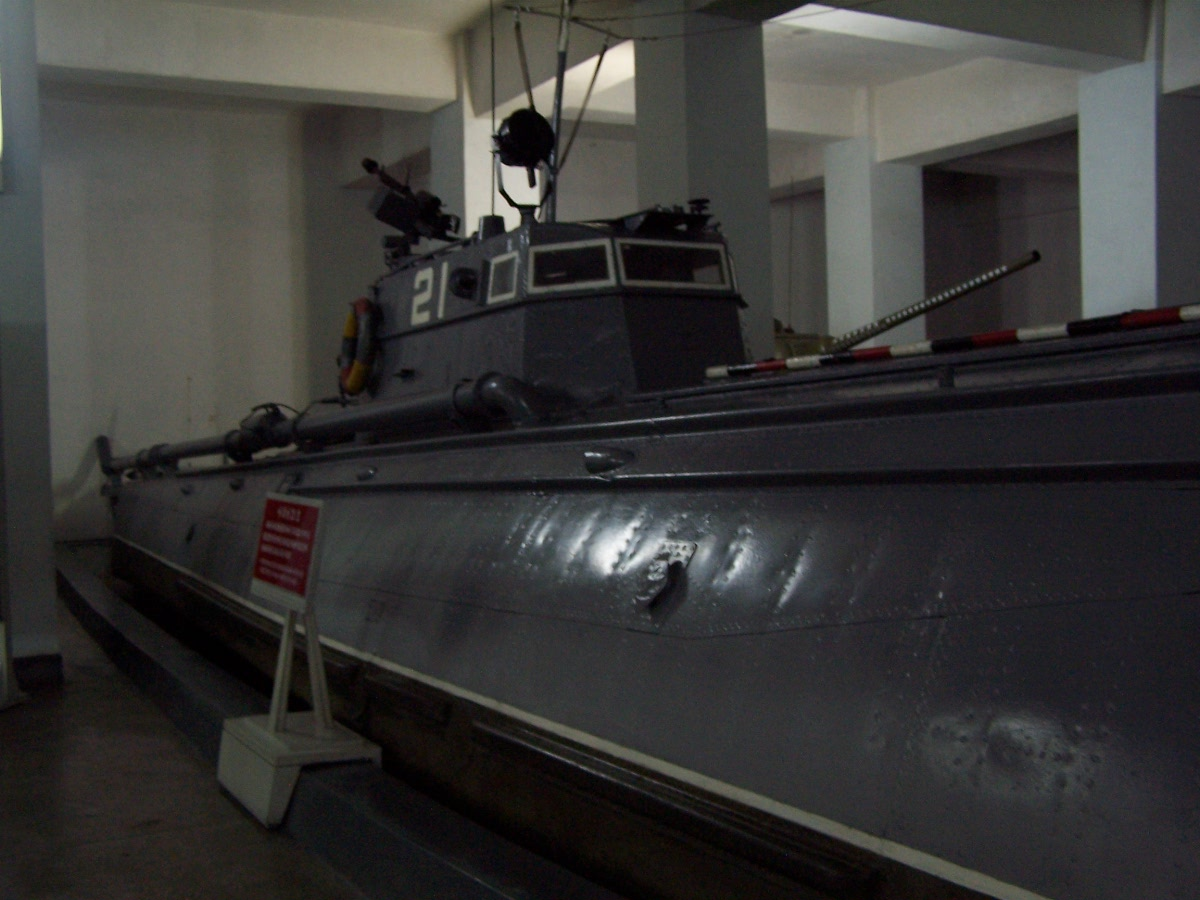
G-5級魚雷快艇21號。朝鮮稱其為功勛艦，在注文津港海戰中擊沈美軍巴爾的摩號重巡洋艦。其實該艦當時已經除役，美軍在該役也沒有任何損傷。

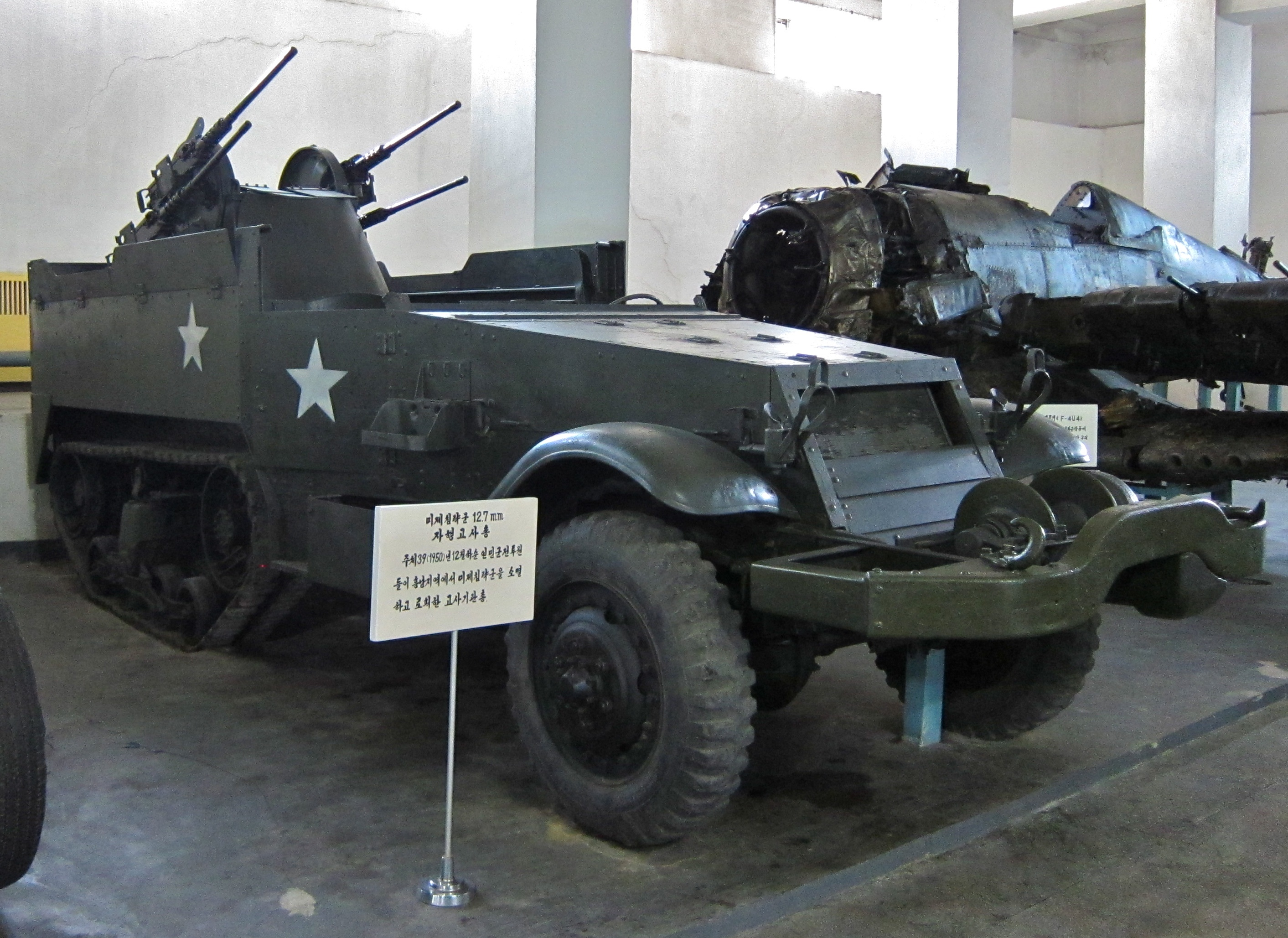
「繳獲武器場」展出的M3半履帶車

新落成的祖國解放戰爭勝利博物館總佔地面積93000平方米，分為紀念館及露天展區。露天展區分為三個部份，「功勛武器展示場」展出朝鮮人民軍於朝鮮戰爭期間用過的武器和軍事裝備、「繳獲武器場」則展示在戰爭期間及後來從美軍手中破壞和取獲的武器，以及於1968年被朝方沒收的普韋布洛號美國海軍間諜船。紀念館共有三層，一樓的展館記述金日成反抗日治朝鮮政府、朝鮮人民軍成立過程以及展出美國首先發動朝鮮戰爭的證據。二樓講述金日成率領人民軍對抗美軍的經過以及描述美國於戰爭期間犯下的罪行和美軍戰敗的慘況。三樓有表揚立有軍功的人民軍展館以及大田市戰役全景畫。
北韓政府對祖國解放戰爭勝利博物館看重有加，北韓最高領導者金正恩稱該館是「勝利傳統的教育據點，也是反美教育的中心基地」。故此，最高人民會議向參與建設的千多頒發包括金正日勳章和國旗勳章等榮譽和稱號。

## 參觀人次
根據朝鮮中央通訊社的報導，祖國解放戰爭勝利紀念館自2013年新建後，截至2025年共有約350萬人次前來參觀。

## 資料來源
1. ↑  . 朝鮮中央通訊社. 2025-07-27  [2025-08-01].
2. 1 2 3 4  金明男. . 朝鮮外文出版社. 2014: 2-3.
3. ↑  "金正恩参观祖国解放战争胜利纪念馆新布置的近卫部队馆"《朝鮮中央通訊社》 20150209
4. ↑  "朝鲜表彰建设祖国解放战争胜利纪念馆有功人员" 《朝鮮中央通訊社》 20131102
5. ↑  . 朝鮮中央通訊社. 2025-07-28  [2025-08-01].